# فيلق المتطوعين الروسي
فيلق المتطوعين الروسي (بالروسية: Русский добровольческий корпус) بالحروف اللاتينية : Russkiy dobrovolcheskiy
korpus ،RDK ) هي وحدة شبه عسكرية قومية روسية مقرها في أوكرانيا. تم تشكيلها في أغسطس 2022، أثناء الغزو الروسي لأوكرانيا، لمحاربة نظام فلاديمير بوتين. وصف مؤسس المجموعة دينيس نيكيتين بأنه نازي جديد، وقد وصفت المجموعة نفسها بأنها يمينية متطرفة. يدعي نيكيتين أن المجموعة تتكون من مهاجرين روس توحدهم في الأساس معارضتهم لبوتين. تدعي الجماعة أنها جزء من القوات المسلحة الأوكرانية، لكن المسؤولين العسكريين الأوكرانيين يقولون إنها مستقلة.
وأعلنت مسؤوليتها عن غارة مارس 2023 في بريانسك أوبلاست، روسيا. زعمت الحكومة الروسية أن جماعة أوكرانية نفذت "هجومًا إرهابيًا" عبر الحدود. نفت الحكومة الأوكرانية تورطها، ووصفتها بأنها إما عملية زائفة أو هجوم من قبل أنصار مناهضين للحكومة داخل روسيا. في مايو 2023، ورد أنها شاركت في غارة أكبر عبر الحدود في منطقة بيلغورود في روسيا، إلى جانب فيلق حرية روسيا.